# Teen Days, Futures Stars
 (juin 2008).
Si vous disposez d'ouvrages ou d'articles de référence ou si vous connaissez des sites web de qualité traitant du thème abordé ici, merci de compléter l'article en donnant les références utiles à sa vérifiabilité et en les liant à la section « Notes et références ».
Teen Days, futures stars (Teen Days) est une série télévisée d'animation italienne en 26 épisodes de 23 minutes diffusée entre le 26 janvier 2010 et le 6 septembre 2010 sur Rai 2.
En France, elle a été diffusée sur Disney Channel et sur DVD pour TF1 Video.

## Synopsis
TeenDays est un groupe de musique composé de deux filles et quatre garçons. Ils étudient tous à la Music School et rêvent de devenir célèbres un jour. Mais accéder au succès n'est pas aussi facile, le chemin est semé d’embûches (car ils ont des ennemis, exemple : les Victory)

## Personnages

### Les Teendays
Isabel (VO : Ilaria Latini, VF : Laetitia Liénart )
Chanteuse
Originaire de Cuba, Isabel a été adopté lorsqu'elle était petite et vit maintenant en Europe avec ses parents adoptifs. Enjouée et optimiste, son bon cœur l'amène souvent à soutenir et aider ses amis, faisant parfois preuve de sacrifices pour y arriver. Sa sensibilité l'amène à se faire des amis très vite mais réveille aussi en elle des insécurités, notamment lorsque cela concerne l'attention d'Elia, pour qui elle développe des sentiments
Max (VO : Daniele Raffaeli, VF : Gauthier de Fauconval )
Chanteur
Auparavant membre d'une chorale avant de devenir le 4e membre des Teendays, Max a su les convaincre grâce à sa voix mais aussi ses beaux yeux. En effet, il est considéré comme le tombeur de l'école, étant très populaire auprès des filles bien qu'il ne se serve jamais de ses charmes pour parvenir à ses fins. Il est cependant réputé dans le groupe pour sa loyauté et son dégoût de l'injustice qui l'amène fréquemment à être en intense rivalité avec Kay (du moins plus qu'avec les autres) ainsi que pour ses nombreuses allergies, repérables par de nombreux éternuements parfois sources de problèmes.
Elia (VO : Davide Pierino, VF : Alessandro Bevilacqua)
Guitariste - Choriste - Compositeur - Membre fondateur
Grand rêveur au grand cœur, Elia est aussi l'ambitieux du groupe. Rêvant de gloire, célébrité et réussite, il est très encouragé par sa famille pour sa carrière musicale qui lui font bénéficier, par moments, de l'aide et des idées futées de sa petite sœur Lolli ainsi que du soutien permanent de son père, ancien musicien. Déterminé et très talentueux, c'est lui qui parvient à convaincre Isabel de rejoindre leur groupe. Leur attirance mutuelle (ponctuée de jalousies) devient un sujet fréquent dans la série.
Sara (VO : Perla Liberatori, VF : Carole Baillien )
Batteuse - Membre fondateur
Sara est l'entrepreneuse du groupe. En effet, c'est elle qui a, en autres, recruté Max en tant que premier chanteur ainsi que Thomas et trouvé un local officiel au groupe pour répéter. Têtue et complexée, elle s'isole parfois de ses amis et s'oppose à leurs idées mais finit, au fil des épisodes, par s'adoucir et s'ouvrir avec l'aide et le soutien d'Isabel. Étant la plus riche du groupe, elle parvient parfois à les sortir des problèmes avec l'aide des contacts de ses parents et souvent grâce au chauffeur de sa mère, Carlos. Elle possède également un petit chien, Rocky, qui pose en tant que mascotte du groupe.
Leo (VO : Alessio De Filippis, VF : Aurélien Ringelheim )
Bassiste - Choriste - Membre fondateur
3e membre originel et fondateur du groupe, Leo se démarque aussi comme le plus malin et intelligent. Étant l'un des meilleurs élèves de son école, il est constamment mis sous pression par son père pour qu'il conserve ce statut. Bien que ses parents souhaitent le voir poursuivre une carrière plus sérieuse, Leo maintient ses ambitions de musicien et ses passions que sont le hip hop et le rap. Ses capacités intellectuelles servent aussi bien à ses résultats qu'à monter des plans ingénieux pour sortir les TeenDays de leurs problèmes ou parfois les créer.
Thomas (VO : Simone Crispari, VF : Bruno Mullenaerts )
Synthétiseur - Ingénieur du son
Technicien musical, DJ et maitre du synthétiseur, Thomas est aussi le dernier membre à rejoindre le groupe. Après avoir rencontré Sara et avoir aidé les TeenDays dans la composition d'une chanson, il intègre le groupe et la MusixSchool en cours d'année scolaire, où il s'investit entièrement à l'opposé de son attitude dans sa précédente école. Gourmand et dévoué, il ne se laisse jamais abattre et remonte souvent le moral de ses amis. Petit génie de l'informatique, l'ingéniosité de Thomas ne manque jamais de tirer les TeenDays d'une mauvaise situation.
Notes
1. ↑   Chant par Lucia Miccinilli (VO) et Eve Ottino (VF)
2. ↑   Chant par Nicola Gargalia (VO) et Quentin Derose (VF)

### Les Victory
Les Victory est le groupe ennemi des Teendays, se considérant comme les meilleurs et les plus populaires, ils n'apprécient pas la concurrence de plus en plus importante que leur pose les TeenDays. À l'image de leur style musical, le hard rock, ils sont toujours tous habillés de noir ou de mauve dans un style punk rock.
Kay (VO : Gabriele Lopez, VF : Maxime Donnay )
Guitariste
Chef du groupe et guitariste principal, il prend toutes les grandes décisions du groupe. Sans scrupules et sans limites, il est prêt à tout pour faire échouer les TeenDays depuis qu'Isabel les a rejoints au profit des Victory. Vantard, il se considère comme le seul bon musicien de l'école et le seul méritant de gagner le concours international MusicOne, ce qu'il aime faire savoir. Il est aussi le petit ami de Kaylee.
Kaylee(VO : Eva Padoan, VF : Cathy Boquet )
Chanteuse - Guitariste
Chanteuse principale, Kaylee joue aussi occasionnellement de la guitare. Petite amie de Kay, elle le suit et l'aide dans toutes ses combines contre les TeenDays. Etant la fille du patron du restaurant CocoBlue, elle offre ainsi au Victory une scène régulière où se produire en dehors de l'école.
Sid
Bassiste
Il est l'homme de main à la crinière violette de Kay à lorsqu'il en a besoin.
Rot
Batteur
Brutal et impoli, il aide Kay dans ses grosses combines tout comme Sid.
Notes
1. ↑   Chant par Zeleika Scatolia (VO) et Fanny Llado (VF)

### Autres personnages
- Cornelius Tiberi : Il est le directeur de l'école et tient énormément à l'école et sa réputation cherchant toujours à faire bonne impression devant les gens. Il est un peu étrange mais juste et est amicalement surnommé par les élèves et les DJ Alex et Steffi "le vieux monsieur".
- Professeur Deluca : Professeur de musique récurrent, il conseille souvent les élèves, avec lesquels il est très compréhensif et agréable, et les encourage toujours dans leur progrès. Malgré ses bons conseils utiles pour les musiciens en herbes le Directeur ne l'écoute jamais.
- M. Dante Gigante : Conseiller dynamique et concerné au Ministère de la Jeunesse, il passe régulièrement voir les progrès des élèves de la MusixSchool lors de performances spéciales pour s'assurer du niveau et constater les avancements pour le concours Music One. Il se démarque par sa petite taille et la docilité qu'il réveille chez le Directeur.
- Marco : C'est le patron et serveur du café où se réunissent régulièrement les Teendays. Il leur offre souvent des conseils et son soutien lors de leurs moments difficiles
- Lolli : C'est la petite sœur d'Élia, gentille, sarcastique et maligne, qui soutient et aide toujours son frère et son groupe quand elle le peut.
- Angel : Ancien danseur handicapé il monte en Europe pour participer à un concours de danse avec son groupe, les Sky Angel, dont il est le chanteur.
- Rocky : Petit chien gourmand de Sara et mascotte officielle des Teendays.
- Alessia : C'est une élève de la MusixSchool, l'une des premières fans des Teendays qui est aussi amoureuse de Leo.
- Manuel : C'est le meilleur ami d'Isabel, originaire de Cuba où ils ont grandi ensemble dans le même orphelinat.
- Le grand-père : Il soutient beaucoup les Teendays. Il leur donne des conseils quand ils en ont besoin.
- Dj Alex : Animateur de la radio FMX "la radio des ados", il peut être entendu au début et enfin de chaque épisode et conclut toujours ses récits par le mot "Cooontact !".
- Steffi : Collègue d'Alex à la FMX, elle se rend sur place avec lui lors de reportage télé.

## TV

### Diffusion internationale
| Pays                      | Chaîne                           |
| ------------------------- | -------------------------------- |
| France                    | Disney Channel                   |
| États-Unis                | HBO, Nickelodeon, Disney XD      |
| Royaume-Uni               | Disney Channel, CBBC             |
| Canada                    | Family Channel, Teletoon         |
| Australie                 | Cartoon Network, ABC             |
| Corée du Sud              | EBS, Disney Channel              |
| Allemagne                 | Disney Channel et KiKA           |
| Japon                     | TV Tokyo                         |
| Espagne                   | Telecinco, Cartoon Network       |
| Roumanie                  | Megamax                          |
| Italie                    | Rai 2, Rai Gulp                  |
| Portugal                  | Disney Channel                   |
| Hongrie                   | Megamax                          |
| République tchèque        | Megamax                          |
| Slovénie                  | Disney Channel                   |
| Pologne                   | Disney Channel                   |
| Thaïlande                 | MCOT HD                          |
| Philippines               | Disney Channel                   |
| Taïwan                    | Disney Channel                   |
| Singapour                 | Disney Channel                   |
| Bangladesh                | Disney Channel                   |
| Bhoutan                   | Disney Channel et Disney XD      |
| Inde                      | Disney Channel et Disney XD      |
| Maldives                  | Disney Channel                   |
| Népal                     | Disney Channel                   |
| Pakistan                  | Disney Channel                   |
| Indonésie                 | Spacetoon et Global TV           |
| Malaisie                  | Astro Ceria                      |
| Turquie                   | Disney XD                        |
| Arabie saoudite           | MBC 3, Disney Channel            |
| Maroc                     | Disney XD                        |
| Ouganda                   | ABC 3                            |
| République centrafricaine | Disney Channel                   |
| Brésil                    | Gloob, Cartoon Network, Tooncast |
| Amérique latine           | Cartoon Network, Tooncast        |

### Chansons
Chaque épisode est ponctué par diverses chansons originales composées par Angelo Poggi et Giovanni Cera. Les principales voix sont celles d'Eve Ottino et Quentin Derose (en VF) doublage de chant respectif d'Isabel et Max. Fanny Llado, de son nom de scène Lady Fanny, prête également sa voix à plusieurs personnages invités
| Chansons                | Interprètes               | Épisode(s)                      |
| ----------------------- | ------------------------- | ------------------------------- |
| Il y a plus             | Teendays                  | Plusieurs                       |
| Joue le rythme          | Teendays                  | Plusieurs                       |
| Je te veux              | Victory                   | Plusieurs                       |
| Musix School            | élèves de la MusixSchool  | Plusieurs                       |
| Vamos a bailar          | Teendays                  | L'anniversaire                  |
| Roméo et Juliette       | Teendays                  | Roméo et Juliette               |
| Avec ma vespa bleue     | Teendays                  | Sur un air de déjà-vu           |
| New Generation          | Teendays                  | Depuis Sur un air de déjà-vu    |
| Halloween               | Victory et Teendays       | La comédie musicale d'Halloween |
| Le roi de la fête       | Jennifer Bloom            | Une fille spéciale              |
| C'est ce que tu ressens | Teendays                  | Plusieurs                       |
| Laisse moi partir       | Teendays                  | Plusieurs                       |
| Sans ton amour          | Teendays                  | Plusieurs                       |
| Je veux pas danser seul | Sky Angel et Teendays     | Le duel                         |
| Tu me chercheras        | Victory                   | Max et Kai : le grand défi      |
| Quiero mi vida          | Teendays                  | Max et Kai : le grand défi      |
| C'est toi               | Teendays (reprise)        | Music One                       |
| Reste toi-même          | Candy Sisters et Teendays | En route vers la gloire         |